# Treadmill
Treadmill war von 1995 bis 2000 eine Hardcore/Punk/Emo-Band aus Berlin, benannt nach dem englischen Ausdruck „to be in a treadmill“. In der Tradition von US-Bands wie Quicksand, Shift, Jawbox und Braid verbanden sie melodischen bis schrägen Gesang mit emotionaler und trotzdem rhythmischer Gitarrenarbeit - gepaart mit aufwändigen und deshalb manchmal nicht ganz eingängigen Arrangements. Die Songtexte sind zum Großteil von positiver Stimmung, aber neben einigen klaren politischen Statements zumeist nachdenklich und sehr tiefgründig.

## Geschichte
Michael Dolz und Tobias Borne gründeten zunächst die Band Dolz, die mit ihrem moshigen NewSchool-Hardcore sehr erfolgreich war und später zusammen mit Maik Homeier, Philipp Joachim und Julius Selbach die HC-Band Updraft. Philipp, Tobias und Julius spielten zusammen mit Michael Kurth (heute als Curse bekannt) bei Phat Kicks, einer Hiphop-Band mit Liveinstrumenten. Martin Rohlfing spielte vorher als Sänger und Gitarrist in diversen Punkbands (u. a. bei Toxic Walls, bekannt u. a. durch ihre Labelkollegen von WIZO (heute auf Fat Wreck Chords)). 1995 wurde Treadmill in Minden gegründet, zog dann anschließend fast vollständig zusammen in eine Wohngemeinschaft in Berlin-Kreuzberg und blieb bis zu ihrer Trennung 2000 in derselben Besetzung bestehen. Ihre Höhepunkte erlebte Treadmill 1997 beim HC-Festival in der Kesselhalle der Berliner Kulturbrauerei sowie auf der „Stand Up For?“-Tour 1999.
Wie viele Bands aus dem Hardcore- und Punk-Umfeld erreichte Treadmill mit ihrer Musik die meisten Menschen mit dem Support bekannterer, in der Regel aus den USA, Kanada, England oder Skandinavien stammenden Bands, die in Europa getourt sind. Im Fall von Treadmill waren dies z. B. Hot Water Music, Snuff, Kill Holiday, The Mighty Mighty Bosstones, Jimmy Eat World, Starmarket, Grade, Painted Thin, Burning Airlines und Braid.
Das bekannteste Lied von Treadmill dürfte NME von der selbstbetitelten Debüt-EP sein. Nach ihrer Split-LP mit der Essener Band Relief löste sich Treadmill nicht aus musikalischen oder persönlichen, sondern aufgrund regionaler Differenzen auf. Michael Dolz lebt und arbeitet mittlerweile in Kiel und Martin Rohlfing in Hamburg. Maik Homeier und Tobias Borne hatten kurzzeitig eine neue Band, Martin Rohlfing produzierte während und nach seiner Zeit bei Treadmill andere Bands und spielte zwei Jahre zusammen mit Jens und Christoph Güttel (beide ex-Solarez) bei den Berlinern Miami Golem.

## Stil
Treadmill war eine der allerersten Bands in Deutschland, die in die in den späten 1990ern aufschwappende Kategorie der Emo-Bands gesteckt wurde. Zu ihrer Gründung orientierte sich die Band allerdings noch stark am NYC-Indie-Rock mit Hardcore-Background. Als ihre Vorbilder könnte man z. B. Quicksand oder Shift sehen, aber auch poppigere Einflüsse von damals relativ unbekannten Bands wie z. B. Joshua oder Jimmy Eat World verarbeitete Treadmill zu einer Musik, die nicht immer Zustimmung fand. 1995 gab es in Deutschland kaum eine Nische für ihre Musik, und so wurden die ersten Shows vor reinrassigem Hardcore- oder Straight Edge- (eine amerikanische Jugendbewegung, die Drogenkonsum ablehnt, aber auf harte und schnelle Musik steht) Publikum abgehalten, was zum einen oder anderen Missverständnis geführt hat.

## Diskografie (Auszug)
- 1996: Autoclave (Demo-Tape, Eigenvertrieb)
- 1997: Treadmill (EP, TFR / EFA Berlin)
- 1998: Split mit Teenage Love Affair (7"-Single, TFR / EFA Berlin)
- 1999: Stand Up For? (LP/CD, TFR / EFA Berlin)
- 2000: Split mit Relief (LP/CD, Hometown Caravan / EFA Berlin)
- 1998: V.A. - Berlin Hardcore - Onlooker (CD, Mad Mob Records / SPV)
- 1999: V.A. - Inside View - Final Chord (CD, Inside View Fanzine)

## DVD
- Treadmill: The Final Chord - Video Tapes 1995-1999, Videodokumentation über die Band, erhältlich zum Selbstkostenpreis über die Treadmill-Website (s. u.)